# Paul Schulze-Berghof
Paul Schulze-Berghof (Pseudonym für Paul Schulze; * 16. April 1873 in Landsberg an der Warthe; † 28. März 1947 in Bergholz-Rehbrücke) war ein deutscher Schriftsteller.

## Leben
Paul Schulze-Berghof war der Sohn eines Strommeisters. Er verbrachte seine Kindheit im Havelland, im Warthebruch und im Oderbruch. Nach seiner Konfirmation absolvierte Schulze-Berghof eine Ausbildung an der Präparandenanstalt in Königsberg in der Neumark sowie am dortigen Lehrerseminar, die er 1893 erfolgreich abschloss. Anschließend war er als Volksschullehrer in der Region Küstrin, in Alt-Driebnitz und Reitwein tätig. 1896 wurde er nach Wandsbek bei Hamburg versetzt. Er betrieb ausgedehnte Privatstudien, vor allem auf den Gebieten von Kunst und Literatur. Nachdem er seit 1905 eine Reihe von essayistischen Werken veröffentlicht hatte, gab er 1912 den Lehrerberuf auf; er lebte als freier Schriftsteller in München, Berlin und Potsdam.
Paul Schulze-Berghof war Verfasser von Romanen, Erzählungen, Essays und Theaterstücken. Besonders erfolgreich waren seine erzählerischen Werke über Themen aus der Zeit Friedrichs des Großen.

## Werke
- Schiller und die Kunsterzieher, Leipzig 1905
- Die Kulturmission unserer Dichtkunst, Leipzig
  - 1 (1908)
  - 2 (1916)
- National-Festspiele und Lehrerbildung, Leipzig 1910
- Die Nationalbühne und Volksfeier für Friedrich den Großen, Berlin 1911
- Die Königskerze, Leipzig 1912
- Edelinge, München 1916
- Der Königssohn, München 1916
- Die schöne Sabine, München 1916
- Am Urdsquell, München 1917
- Dämonen in uns, München 1917
- Hochwildfeuer, München 1919
- Zeitgedanken zu Ibsens "Peer Gynt", Leipzig 1919
- Der grüne Beutel, München 1920
- Ibsens "Kaiser und Galiläer" als Zeitsinnbild, Rudolstadt (Thür.) 1923
- Wettersteinmächte, Leipzig 1924
- Der Geigenmacher von Absam, Leipzig 1925
- Kattes letzte Stunden, Leipzig 1925
- Königsarbeit, Frankfurt a. M. 1925
- Volkberts Tat, Dresden 1926
- Der Diamantenmichel, Berlin 1932
- Der gefesselte Goethe, Berlin [u. a.] 1932
- Schiller, der Geopferte, Berlin [u. a.] 1933
- Spartakus, der Illuminatengeneral, Berlin [u. a.] 1934
- Das letzte Nerthusfest auf Helgoland, Leipzig 1935
- Die Braut des roten Grenadiers, Berlin 1939
- König und Narr im Spiel, Berlin-Schöneberg 1941
- Warthebruchzauber, Berlin 1944
- Beras Dämon, Hannover 1949
- Heideliebe, Hannover 1950